# Nans Peters
Nans Peters   (Grenoble, 12 de març de 1994) és un ciclista francès, professional des del 2017, quan fitxà per l'equip AG2R La Mondiale. En el seu palmarès destaca una victòria d'etapa al Giro d'Itàlia de 2019 i una altra al Tour de França de 2020.

## Palmarès
- 2019
  - Vencedor d'una etapa al Giro d'Itàlia
- 2020
  - Vencedor d'una etapa al Tour de França
- 2023
  - 1r al Trofeu Laigueglia

### Resultats a la Volta a Espanya
- 2018. 72è de la classificació general
- 2020. 36è de la classificació general
- 2022. 61è de la classificació general

### Resultats al Giro d'Itàlia
- 2019. 61è de la classificació general. Vencedor d'una etapa
- 2022. 58è de la classificació general

### Resultats al Tour de França
- 2020. 65è de la classificació general. Vencedor d'una etapa
- 2021. Abandona (9a etapa)
- 2023. 73è de la classificació general